# Knud Mathiassen
Knud Mathiassen (født 24. december 1987) er en grønlandsk politiker. Han var stedfortræder i Grønlands parlament, Inatsisartut, fra 2021 til 2025. Mathiassen blev valgt for Inuit Ataqatigiit, men ekskluderet fra partiet i april 2023. Han blev medlem af Naleraq i januar 2024 efter at være frifundet for en anklage om vold mod sin datter, men også ekskluderet af sit nye parti i februar 2025.
Knud Mathiassen stammer fra Kuummiut og er senere flyttet til Tasiilaq. Han stillede op for Inuit Ataqatigiit ved kommunalvalget i 2017 og blev valgt til kommunalbestyrelsen i Sermersooq Kommune. Ved parlamentsvalget i 2018 blev han stedfortræder nummer fem for sit parti, og fik ikke plads i det grønlandske parlament. Ved palamentsvalget i 2021 opnåede han igen at blive femte stedfortræder for Inuit Ataqatigiit, men sad i parlamentet i valgperioden som stedfortræder for partimedlemmer i regeringen som holdt orlov fra parlamentet. Ved kommunalvalget samme dag opnåede han kun en plads som tredje stedfortræder for sit parti i Sermersooq Kommune.
I april 2023 blev hans parlamentariske immunitet ophævet, og han blev ekskluderet af Inuit Ataqatigiit. Derefter blev der ført sag mod ham ved Sermersooq Kredsret i Nuuk hvor han var anklaget for at have slået sin syvårige datter. Kredsretten frikendte ham i oktober 2023. Anklagemyndigheden appellerede, men Grønlands Landsret frikendte ham også i januar 2024. I samme måned blev han optaget i Naleraq, hvorved oppositionen i parlamentet fik et et mandat mere. I februar 2025 blev Knud Mathiassen ekskluderet af Naleraq kort før parlamentsvalget efter offentligt at have opfordret til udvisning af den danske befolkning i Grønland når Grønland var blevet selvstændigt. Han stillede ikke op til valget i 2025.